# Почтовые марки России (2019)

Почтовые марки России (2019) — каталог знаков почтовой оплаты (марок, блоков, листов), введённых в обращение «Почтой России» в 2019 году.

## Список коммеморативных марок
Порядок следования элементов в таблице соответствует номеру по каталогу марок России на официальном сайте издатцентра «Марка», в скобках приведены номера по каталогу «Михель».
| №                                              | Изображение | Описание | Номинал    | Дата        | Тираж                 | Художник                        | П      |
| ---------------------------------------------- | ----------- | --- | ---------- | ----------- | --------------------- | ------------------------------- | ------ |
| № 2434                                         |             | Собор Рождества Христова г. Омска (арх. A. M. Каримов и A. M. Слинкин). | 37 руб.    | 9 января    | 195 000 13 000        | Ульяновский И.                  | [ 3 ]  |
| № 2435                                         |             | Кавалеры ордена Святого апостола Андрея Первозванного. Д. А. Гранин (1919—2017), писатель. | 40 руб.    | 11 января   | 143 000 13 000        | Московец А.                     | [ 4 ]  |
| № 2436                                         |             | Выпуск по программе «Европа». Птицы. Стерх, или белый журавль, с птенцом. | 45 руб.    | 22 января   | 180 000 15 000        | Бельтюков В.                    | [ 5 ]  |
| № 2437                                         |             | Путь к Победе. Снятие блокады Ленинграда. Барельеф с изображением группы советских солдат в период завершения блокады Ленинграда. | 46 руб.    | 25 января   | 126 000 18 000        | Ульяновский C.                  | [ 6 ]  |
| № 2438 № 2439 № 2440 № 2441 № 2438—2441        |             | XXIX Всемирная зимняя универсиада 2019 года в г. Красноярске. Спортивные объекты. Продолжение серии: - Многофункциональный комплекс «Сопка». - Ледовый дворец «Кристалл Арена». - Стадион «Енисей». - Конгресс-холл деревни Зимней универсиады. | 45 руб.    | 1 февраля   | 50 000 25 000         | Плотникова Е.                   | [ 7 ]  |
| № 2442 № 2443 № 2444 № 2445 № 2442—2445        |             | История российского мундира. Мундиры фельдъегерской службы России: - Офицер и фельдъегерь Фельдъегерского корпуса (1797). - Дежурный офицер и старший фельдъегерь Фельдъегерского корпуса (1862). - Начальник фельдпункта и фельдъегерь по спецпоручениям (1923). - Офицер фельдсвязи и заместитель директора ГФС России (2011). | 22 руб.    | 12 февраля  | 160 000 20 000        | Ульяновский C.                  | [ 8 ]  |
| № 2446 № 2447                                  |             | Герои Российской Федерации. Продолжение серии: - Китанин Роман Александрович (1978—2007) — начальник разведки отдельного батальона Северо-Кавказского округа ВВ МВД России, майор, Герой Российской Федерации (200). - Терёшкин Олег Викторович (1971—1995) — заместитель командира взвода специального назначения «Росич» ВВ МВД России, прапорщик, Герой Российской Федерации (1996). | 27 руб.    | 22 февраля  | 90 000 18 000         | Бельтюков В.                    | [ 9 ]  |
| № 2448 № 2449 № 2450 № 2451 № 2448—2451        |             | Декоративные породы собак: - Йоркширский терьер. - Пти-брабансон. - Мопс. - Русский той. | 35 руб.    | 28 февраля  | 60 000 30 000         | Савина О.                       | [ 10 ] |
| № 2452                                         |             | XXIX Всемирная зимняя универсиада 2019 года в г. Красноярске. Талисман Зимней универсиады 2019 — U-Лайка на фоне фирменного стиля Студенческих игр, а также логотип Универсиады-2019. | 100 руб.   | 2 марта     | 32 000                | Шушлебина О.                    | [ 11 ] |
| № 2452 (Тип II)                                |             | XXIX Всемирная зимняя универсиада 2019 года в г. Красноярске. Талисман Зимней универсиады 2019 — U-Лайка на фоне фирменного стиля Студенческих игр, а также логотип Универсиады-2019. Надпечатка на полях: «Сборная России завоевала 112 медалей: 41 золотую, 39 серебряных, 32 бронзовые», а также четырёхзначный порядковый номер. | 100 руб.   | 16 апреля   | 8000                  | Шушлебина О. Затологина В.      | [ 12 ] |
| № 2453 № 2454                                  |             | К 100-летию отечественной внешней разведки. Советские разведчицы: - Африка де Лас Эрас (1909—1988) — советская разведчица-нелегал, полковник, почётный сотрудник госбезопасности. - Зоя Ивановна Воскресенская-Рыбкина (1907—1992) — советская разведчица, полковник, заслуженный работник НКВД, детская писательница. | 27 руб.    | 12 марта    | 19 000                | Комса Р. Ульяновский C.         | [ 13 ] |
| № 2455                                         |             | Международный год Периодической таблицы химических элементов (надпечатка на блоке 2009 г. «175 лет со дня рождения Д. И. Менделеева»). Портрет Д. И. Менделеева, периодическая система химических элементов Д. И. Менделеева, эталонные весы фирмы «Неметц» (1895) и друза горного хрусталя из коллекции минералов Д. И. Менделеева. Надпечатка на полях: «2019 год — Международный год Периодической таблицы химических элементов».                                                                   | 80 руб.    | 19 марта    | 4000                  | Поварихин А.                    | [ 14 ] |
| № 2456 № 2457 № 2458 № 2459 № 2456—2459        |             | Флора России. Продолжение серии. Сорта яблони: - Богатырь. - Белый налив. - Антоновка обыкновенная. - Орлик. | 45 руб.    | 26 марта    | 70 000 35 000         | Поварихин А.                    | [ 15 ] |
| № 2460                                         |             | Гербы субъектов и городов Российской Федерации. Республика Башкортостан. Герб города Уфы, герб Республики Башкортостан и карта Российской Федерации. | 80 руб.    | 28 марта    | 30 000                | Московец А.                     | [ 16 ] |
| № 2461                                         |             | Гербы субъектов и городов Российской Федерации. Тюменская область. Герб города Тюмени, герб Тюменской области и карта Российской Федерации. | 70 руб.    | 28 марта    | 70 000                | Московец А.                     | [ 17 ] |
| № 2462                                         |             | 100 лет со дня рождения А. И. Фатьянова (1919—1959), поэта-песенника. Портрет А. И. Фатьянова с баяном на фоне слов из песни «Соловьи». | 29 руб.    | 29 марта    | 168 000 14 000        | Савина О. Капранов С.           | [ 18 ] |
| № 2463                                         |             | Российский национальный домен «.RU». Национальный домен верхнего уровня для России на фоне HTML-кодов. | 32 руб.    | 5 апреля    | 135 000 15 000        | Капранов С.                     | [ 19 ] |
| № 2464                                         |             | 300 лет первому российскому курорту «Марциальные воды». Многофигурная композиция, иллюстрирующая визит Петра I на курорт. | 50 руб.    | 5 апреля    | 120 000 15 000        | Ульяновский C.                  | [ 20 ] |
| № 2465                                         |             | Путь к Победе. Крымская операция. Барельеф с группой советских солдат во время Крымской операции. | 46 руб.    | 18 апреля   | 126 000 18 000        | Ульяновский C.                  | [ 21 ] |
| № 2466                                         |             | Федеральное агентство связи. Эмблема и здание Федерального агентства связи. | 32 руб.    | 24 апреля   | 156 000 13 000        | Шушлебина О.                    | [ 22 ] |
| № 2467 № 2468 № 2469 № 2470                    |             | Государственные награды Российской Федерации. Медали: - Медаль ордена «За заслуги перед Отечеством». - Медаль «За отвагу». - Медаль Суворова. - Медаль Ушакова. | 50 руб.    | 26 апреля   | 128 000 16 000        | Ульяновский И.                  | [ 23 ] |
| № 2471                                         |             | 150 лет со дня рождения Б. Л. Розинга (1869—1933), учёного, изобретателя электронного телевидения. Портрет Б. Л. Розинга на фоне модели приёмной электронно-лучевой трубки и телевизионного приёмника «КВН-49». | 32 руб.    | 6 мая       | 160 000 16 000        | Крадышев А. Московец А.         | [ 24 ] |
| № 2472                                         |             | 100 лет со дня рождения М. С. Карима (1919—2005), поэта. Портрет Мустая Карима на фоне башкирского пейзажа. | 35 руб.    | 15 мая      | 128 000 16 000        | Бетрединова Х.                  | [ 25 ] |
| № 2473                                         |             | 100 лет музею-заповеднику «Александровская слобода». Сосуд «Сова» (XVII в.), кубок виноградный (XVII в.), чарка (XVI в.) на фоне столовой палаты XVI в. в дворцовых постройках царя Ивана IV. | 32 руб.    | 18 мая      | 156 000 13 000        | Ульяновский C.                  | [ 26 ] |
| № 2474                                         |             | Совместный выпуск Администраций связи стран — членов РСС. 100 лет Государственному музею-усадьбе «Архангельское». Характерная панорама государственного музея-усадьбы «Архангельское» и эмблема РСС. | 35 руб.    | 30 мая      | 120 000 15 000        | Ульяновский C. Свиридов С.      | [ 27 ] |
| № 2475                                         |             | 175 лет со дня рождения В. Д. Поленова (1844—1927), художника. Картина В. Д. Поленова «Заросший пруд» (1879, ГТГ), портрет В. Д. Поленова работы И. Е. Репина (1877, ГТГ) на фоне интерьера Государственного мемориального историко-художественного и природного музея-заповедника В. Д. Поленова и логотип Российской академии художеств. | 100 руб.   | 29 мая      | 30 000                | Савина О.                       | [ 28 ] |
| № 2476                                         |             | 175 лет со дня рождения И. Е. Репина (1844—1930), художника. Картина И. Е. Репина «Торжественное заседание Государственного совета 7 мая 1901 года, в день столетнего юбилея со дня его учреждения» (1901—1903, ГРМ), автопортрет И. Е. Репина (1887, ГТГ) на фоне интерьера музея-усадьбы И. Е. Репина «Пенаты» и логотип Российской академии художеств. | 100 руб.   | 29 мая      | 30 000                | Савина О.                       | [ 29 ] |
| № 2477                                         |             | 400 лет г. Енисейску Красноярского края. | 40 руб.    | 7 июня      | 120 000 15 000        | Плотникова Е.                   | [ 30 ] |
| № 2479                                         |             | Лауреаты Нобелевской премии. П. Л. Капица (1894—1984), физик. Портрет П. Л. Капицы на фоне рисунка прибора «паучок», который физик придумал для демонстрации открытого им явления сверхтекучести гелия. | 32 руб.    | 14 июня     | 135 000 15 000        | Подобед М.                      | [ 31 ] |
| № 2480                                         |             | 100 лет Центральному музею Вооружённых сил Российской Федерации. Здание и эмблема Центрального музея Вооружённых Сил Российской Федерации. | 40 руб.    | 18 июня     | 156 000 13 000        | Шушлебина О.                    | [ 32 ] |
| № 2481                                         |             | Акционерное общество «Концерн радиостроения „Вега“». Самолёт дальнего радиолокационного обнаружения и управления А-50 и здание Концерна радиостроения «Вега». | 50 руб.    | 20 июня     | 135 000 15 000        | Поварихин А.                    | [ 33 ] |
| № 2482                                         |             | Я люблю Россию. Сказочная птица с расправленными в стороны крыльями, женским лицом и в короне, сидящая на цветущей ветке. | 18 руб.    | 27 июня     | 315 000 35 000        | Ватолина В.                     | [ 34 ] |
| № 2483 № 2484 № 2485 № 2486 № 2483—2486        |             | Флора России. Цветы. Колокольчики: - Колокольчик болонский. - Колокольчик персиколистный. - Колокольчик реснитчатый. - Колокольчик повислый. | 45 руб.    | 28 июня     | 70 000                | Савина О.                       | [ 35 ] |
| № 2487                                         |             | Международный день парламентаризма. Логотип Межпарламентского союза на фоне российского триколора. | 53 руб.    | 27 июня     | 126 000 14 000        | Поварихин А.                    | [ 36 ] |
| № 2488 № 2489 № 2490 № 2491 № 2488—2491        |             | Монументальное искусство Московского метрополитена: - Г. И. Мотовилов. «Защитники Отечества», станция метро «Смоленская». - С. А. Горяинов. «Молодая семья», станция метро «Полянка». - А. В. Цигаль. «Сочувствие», станция метро «Менделеевская». - М. Г. Манизер. «Птичница», станция метро «Площадь Революции». | 45 руб.    | 26 июня     | 60 000 20 000         | Ульяновский И.                  | [ 37 ] |
| № 2492                                         |             | Путь к Победе. Операция «Багратион». Барельеф с изображением группы советских солдат во время операции «Багратион». | 50 руб.    | 3 июля      | 126 000 18 000        | Ульяновский C.                  | [ 38 ] |
| № 2493                                         |             | Международная система единиц. Амперметр, сантиметровая лента, секундомер и платино-иридиевый цилиндр под стеклянным колпаком. | 53 руб.    | 9 июля      | 126 000 14 000        | Капранов С.                     | [ 39 ] |
| № 2494—2495                                    |             | Совместный выпуск Российской Федерации и Республики Болгария. Виноделие. Грозди российского сорта винограда «цветочный» и болгарского сорта винограда «рубин Кайлышки» на фоне пейзажей виноградников. | 45 руб.    | 15 июля     | 72 000 18 000         | Московец А.                     | [ 40 ] |
| № 2496-2497                                    |             | К 200-летию со дня открытия Антарктиды. Шлюпы «Восток» и «Мирный». Офсет + защитный комплекс | 50 руб.    | 16 июля     | 40 000                | Ульяновский И.                  | [ 41 ] |
| № 2496-I-2497-I                                |             | К 200-летию со дня открытия Антарктиды. Шлюпы «Восток» и «Мирный». Офсет + бронзовая паста + конгревное тиснение + защитный комплекс | 50 руб.    | 16 июля     | 7 000                 | Ульяновский И.                  | [ 41 ] |
| № 2498                                         |             | 220 лет со дня рождения А. С. Пушкина (надпечатка на марке № 2096 «50 лет Государственному институту русского языка им. А. С. Пушкина»). Портрет А. С. Пушкина (художник Л. П. Еременко) и здание института. | 45 руб.    | 5 сентября  | 56 000 7000           | Ульяновский И. Милорадова М.    | [ 42 ] |
| № 2499                                         |             | 45-й мировой Чемпионат по профессиональному мастерству по стандартам «Ворлдскиллс». Логотип 45-го Мирового чемпионата по профессиональному мастерству по стандартам WorldSkills в Казани. | 53 руб.    | 22 августа  | 81 000 9000           | Капранов С.                     | [ 43 ] |
| № 2500—2501                                    |             | Армейские международные игры. Танковый биатлон и авиадартс, логотип армейских международных игр, пиктограммы Армейских международных игр. | 45 руб.    | 26 июля     | 85 000                | Комса Р.                        | [ 44 ] |
| № 2502 № 2503 № 2504 № 2502—2504               |             | История отечественного мотоцикла: - ПМЗ А-750. - ИЖ-8. - «Урал-Сахара». | 32 руб.    | 29 августа  | 104 000 13 000 25 000 | Ульяновский И.                  | [ 45 ] |
| № 2505 № 2506 № 2507 № 2508                    |             | Фауна России. Красная книга: - Красный волк. - Нарвал. - Медновский голубой песец. - Беломордый дельфин. Офсет + защитный комплекс | 50 руб.    | 23 июля     | 55 000                | Горбатов В. Савина О.           | [ 46 ] |
| № 2505-I-2508-I                                |             | Фауна России. Красная книга: - Красный волк. - Нарвал. - Медновский голубой песец. - Беломордый дельфин. Офсет + серебряная паста + защитный комплекс | 50 руб.    | 23 июля     | 5 500                 | Горбатов В. Савина О.           | [ 46 ] |
| № 2521                                         |             | 250 лет со дня рождения Е. Ф. Комаровского (1769—1843), военного деятеля. Портрет Е. Ф. Комаровского, эпизоды из истории войск национальной гвардии России на фоне знамени и эмблемы войск национальной гвардии Российской Федерации. | 100 руб.   | 25 сентября | 35 000                | Бельтюков В.                    | [ 47 ] |
| № 2522 № 2523 № 2524 № 2522—2524               |             | Достопримечательности Москвы. Выставка достижений народного хозяйства: - Павильон «Космос». - Фонтан «Дружба народов». - Северный вход ВДНХ. | 50 руб.    | 31 июля     | 40 000                | Ульяновский C.                  | [ 48 ] |
| № 2525                                         |             | Маяки России. 300 лет маяку Толбухин. Маяк Толбухин (1719 г., Балтийское море) на фоне карты, соответствующей его расположению, и розы ветров. | 32 руб.    | 13 августа  | 180 000 12 000        | Шушлебина О.                    | [ 49 ] |
| № 2526                                         |             | Евразийский экономический союз. Дом Правительства Российской Федерации, флаги стран — участников ЕАЭС и национальные орнаменты. | 50 руб.    | 9 августа   | 96 000 16 000         | Капранов С.                     | [ 50 ] |
| № 2527                                         |             | Путь к Победе. Выборгско-Петрозаводская операция. Барельеф с изображением группы советских солдат во время Выборгско-Петрозаводской операции. | 50 руб.    | 9 августа   | 126 000 18 000        | Ульяновский C.                  | [ 51 ] |
| № 2528                                         |             | Международный военно-музыкальный фестиваль «Спасская башня». Спасская башня Московского Кремля, собор Покрова Пресвятой Богородицы на Рву (храм Василия Блаженного) и логотип Международного военно-музыкального фестиваля «Спасская башня». | 53 руб.    | 22 августа  | 156 000 13 000        | Комса Р.                        | [ 52 ] |
| № 2529 № 2530 № 2531 № 2532 № 2529—2532        |             | 100 лет российской академической археологии: - Йылгынлы-депе. Фигура женщины. IV тыс. до н. э. - Нижний Амур. Статуэтка «Рыбка», II тыс. до н. э. - Зарайск. Статуэтка «Бизон», XX тыс. до н. э. - Новая Залавруга. Беломорские петроглифы, IV тыс. до н. э. Офсет + защитный комплекс | 40 руб.    | 26 августа  | 50 000 25 000         | Московец А.                     | [ 53 ] |
| № 2529-I-2532-I                                |             | 100 лет российской академической археологии: - Йылгынлы-депе. Фигура женщины. IV тыс. до н. э. - Нижний Амур. Статуэтка «Рыбка», II тыс. до н. э. - Зарайск. Статуэтка «Бизон», XX тыс. до н. э. - Новая Залавруга. Беломорские петроглифы, IV тыс. до н. э. Офсет + трафаретный лак + защитный комплекс | 40 руб.    | 26 августа  | 5 500                 | Московец А.                     | [ 53 ] |
| № 2533 № 2534 № 2535 № 2536                    |             | Сокровища России. 300 лет государственному фонду драгоценных металлов и драгоценных камней Российской Федерации: - Диадема. - Нагрудный знак с портретом Петра I. - Погремушка-свисток. - Порт-букет. | 40 руб.    | 3 сентября  | 135 000 15 000        | Московец А.                     | [ 54 ] |
| № 2537                                         |             | Полный кавалер ордена «За заслуги перед Отечеством» О. П. Табаков (1935—2018), актёр, режиссер. | 40 руб.    | 4 сентября  | 182 000 13 000        | Плотников В. Савина О.          | [ 55 ] |
| № 2538                                         |             | 150 лет со дня рождения Махатмы Ганди (1869—1948), индийского политического и общественного деятеля. Портрет Махатмы Ганди на фоне флага Индии. | 40 руб.    | 4 сентября  | 150 000 10 000        | Савина О.                       | [ 56 ] |
| № 2539                                         |             | 100 лет со дня образования органов военно-политической работы в Вооружённых Силах. Фотография Макса Альперта «Младший политрук Алексей Ерёменко ведёт солдат в атаку». | 40 руб.    | 16 сентября | 150 000 10 000        | Поварихин А. Альперт М.         | [ 57 ] |
| № 2540                                         |             | Премия Ага Хана в области архитектуры. Логотип Премии Ага Хана на фоне Казанского кремля. | 53 руб.    | 12 сентября | 150 000 10 000        | ООО «Эво-дизайн» Бетрединова Х. | [ 58 ] |
| №                                              |             | Краснодарское высшее военное училище имени генерала армии С. М. Штеменко. Здание и награды Краснодарского высшего военного училища имени генерала армии С. М. Штеменко. | 40 руб.    | 17 сентября | 120 000 15 000        | Капранов С.                     | [ 59 ] |
| № 2542                                         |             | 100 лет со дня рождения М. Т. Калашникова (1919—2013), конструктора стрелкового оружия. Портрет М. Т. Калашникова, чертежи автоматов Калашникова. | 100 руб.   | 18 сентября | 35 000                | Бельтюков В. Присекин С.        | [ 60 ] |
| № 2543 № 2544 № 2545 № 2546 № 2547             |             | Современное искусство России: - Е. С. Бражуненко. «На закате. Скала Хамелеон». 2017 г. - В. А. Глухов. «Я люблю свою лошадку». 2017 г. - А. Н. Ковальчук. «Памятник А. С. Пушкину в г. Нур-Султан, Республика Казахстан». 1999 г. - Е. В. Ромашко. «Московский Кремль. Солнечно». 2018 г. - В. О. Умарсултан. «Лялих». 2012 г. | 50 руб.    | 20 сентября | 96 000 16 000         | Савина О.                       | [ 61 ] |
| № 2548                                         |             | XXIII Конгресс международной организации высших органов аудита | 40 руб.    | 23 сентября | 150 000 10 000        | Поварихин А.                    | [ 62 ] |
| № 2549                                         |             | Омское высшее общевойсковое командное дважды Краснознамённое училище им. М. В. Фрунзе. Здание и краснознамённые ордена Омского высшего общевойскового командного дважды Краснознамённого училища им. М. В. Фрунзе. | 35 руб.    | 11 октября  | 120 000 15 000        | Капранов С.                     | [ 63 ] |
| № 2550                                         |             | Всемирный день почты. | 23 руб.    | 9 октября   | 1 048 000 131 000     | Деновски С. Капранов С.         | [ 64 ] |
| № 2551                                         |             | Всемирный день почты. | 50 руб.    | 9 октября   | 540 000 67 500        | Деновски С. Капранов С.         | [ 65 ] |
| № 2552                                         |             | Всемирный почтовый союз. | 45 руб.    | 9 октября   | 150 000 10 000        | Капранов С.                     | [ 66 ] |
| № 2553                                         |             | 150 лет со дня рождения Ф. А. Малявина (1869—1940), художника. Картина Ф. А. Малявина «Бабы» (1905, ГРМ), «Автопортрет» Ф. А. Малявина (1927) и логотип Российской академии художеств. Мелованная Офсет + бронзовая паста + частичная лакировка + защитный комплекс | 110 руб.   | 10 октября  | 30 000                | Савина О.                       | [ 67 ] |
| № 2553А                                        |             | 150 лет со дня рождения Ф. А. Малявина (1869—1940), художника. Картина Ф. А. Малявина «Бабы» (1905, ГРМ), «Автопортрет» Ф. А. Малявина (1927) и логотип Российской академии художеств. Самоклеящаяся, дизайнерская «под холст» Офсет + бронзовая паста + защитный комплекс Без зубцовая | 110 руб.   | 10 октября  | 5 500                 | Савина О.                       | [ 67 ] |
| № 2554                                         |             | Центральный выставочный комплекс «Экспоцентр». Павильон и комбинированный товарный знак выставочного комплекса «Экспоцентр». | 32 руб.    | 17 октября  | 180 000 12 000        | Бетрединова Х.                  | [ 68 ] |
| № 2555                                         |             | 100 лет войскам связи Вооружённых Сил Российской Федерации. Телефонист роты связи 205-го гвардейского стрелкового полка 70-й гвардейской стрелковой дивизии 13-й армии Центрального фронта Герой Советского Союза Александр Семёнович Тулинцев. | 50 руб.    | 18 октября  | 108 000 12 000        | Комса Р.                        | [ 69 ] |
| № 2556                                         |             | Большой Кремлёвский дворец. Парадные залы. Андреевский зал. | 53 руб.    | 21 октября  | 156 000 13 000        | Никонов В. Савина О.            | [ 70 ] |
| № 2557 № 2558 № 2559 № 2557—2559               |             | Современный российский кинематограф. Мультфильм «Маша и Медведь»: - Маша. - Медведь. - Маша и Медведь. | 23 50 руб. | 22 октября  | 300 000 100 000       | Поварихин А.                    | [ 71 ] |
| № 2560 № 2561 № 2562 № 2563 № 2564 № 2560—2564 |             | 125 лет со дня рождения С. В. Ильюшина (1894—1977), авиаконструктора: - Ил-2. - Ил-28. - Ил-14. - Ил-18. - Ил-62. | 50 руб.    | 23 октября  | 40 000                | Комса Р.                        | [ 72 ] |
| № 2565                                         |             | 100 лет российским государственным циркам. Изображения видов циркового искусства, изображены портреты великих артистов цирка: Ю. Никулина, О. Попова, В. Запашного, И. Бугримовой, В. Дурова. | 100 руб.   | 30 октября  | 30 000                | Ульяновский C.                  | [ 73 ] |
| № 2566                                         |             | 100 лет Военному университету Министерства обороны Российской Федерации. Здание, ордена и эмблема Военного университета Министерства обороны Российской Федерации. | 40 руб.    | 5 ноября    | 120 000 15 000        | Капранов С.                     | [ 74 ] |
| № 2567                                         |             | 100 лет Военной академии связи имени Маршала Советского Союза С. М. Будённого. Здание академии и её государственные награды. | 43 руб.    | 8 ноября    | 88 000 11 000         | Капранов С.                     | [ 75 ] |
| № 2568 № 2569 № 2570                           |             | Герои Российской Федерации. Продолжение серии: - Валов Леонид Григорьевич (1947—1995) — начальник спецотдела быстрого реагирования УБОП при УВД Свердловской области, полковник милиции, Герой Российской Федерации (1996). - Мясников Михаил Анатольевич (1975—2008) — сотрудник ФСБ России, подполковник, Герой Российской Федерации (2009). - Прохоренко Александр Александрович (1990—2016) — военнослужащий Сил специальных операций ВС РФ, старший лейтенант, Герой Российской Федерации (2016). | 27 руб.    | 8 ноября    | 85 000 17 000         | Бельтюков В.                    | [ 76 ] |
| № 2571                                         |             | Министерство транспорта Российской Федерации. Здание и эмблема Министерства транспорта Российской Федерации. | 40 руб.    | 20 ноября   | 144 000 12 000        | Московец А.                     | [ 77 ] |
| № 2572                                         |             | 125 лет со дня рождения И. Д. Папанина (1894—1986), полярника. Портрет И. Д. Папанина на фоне арктической станции «Северный полюс-1». | 53 руб.    | 19 ноября   | 96 000 16 000         | Ульяновский C.                  | [ 78 ] |
| № 2573—2574                                    |             | Достопримечательности Санкт-Петербурга: - Многофункциональный комплекс «Лахта Центр». - Стадион «Газпром Арена». | 60 руб.    | 22 ноября   | 35 000                | Московец А.                     | [ 79 ] |
| № 2576                                         |             | 300 лет горному и промышленному надзору России. Виды работ предприятий горнодобывающей промышленности, эмблема Ростехнадзора. | 50 руб.    | 5 декабря   | 126 000 14 000        | Капранов С.                     | [ 80 ] |
| № 2575                                         |             | 150 лет со дня рождения С. А. Виноградова (1869—1938), художника. Картина «В доме» (фрагмент, 1910, КМИИ), автопортрет С. А. Виноградова (1922, ГТГ). Мелованная Офсет + бронзовая паста + частичная лакировка + защитный комплекс | 150 руб.   | 29 ноября   | 30 000                | Савина О.                       | [ 81 ] |
| № 2575А                                        |             | 150 лет со дня рождения С. А. Виноградова (1869—1938), художника. Картина «В доме» (фрагмент, 1910, КМИИ), автопортрет С. А. Виноградова (1922, ГТГ). Самоклеящаяся, дизайнерская «под холст» Офсет + бронзовая паста + защитный комплекс Без зубцовая | 150 руб.   | 29 ноября   | 4 600                 | Савина О.                       | [ 81 ] |
| № 2577                                         |             | С Новым годом! Снеговик в шапке-ушанке с гармонью. Офсет + защитный комплекс | 23 руб.    | 5 декабря   | 333 000               | Затологина В. Шомовская Н.      | [ 82 ] |
| № 2577-I                                       |             | С Новым годом! Снеговик в шапке-ушанке с гармонью. Офсет + 3D печать + защитный комплекс | 23 руб.    | 5 декабря   | 63 000                | Затологина В. Шомовская Н.      | [ 82 ] |
| № 2578                                         |             | К 100-летию отечественной внешней разведки. Служба внешней разведки Российской Федерации. Здание и эмблема Службы внешней разведки Российской Федерации. | 40 руб.    | 6 декабря   | 120 000 10 000        | Московец А.                     | [ 83 ] |
| № 2579 № 2580 № 2581 № 2682                    |             | Декоративно-прикладное искусство России. Холмогорская резьба по кости: - Заяц. - Птицы. - Ненецкая охота. - Орнамент. Офсет 4 краски + частичная лакировка + конгревное тиснение + защитный комплекс | 56 руб.    | 10 декабря  | 120 000               | Московец А.                     | [ 84 ] |
| № 2579-I-2582-I                                |             | Декоративно-прикладное искусство России. Холмогорская резьба по кости: - Заяц. - Птицы. - Ненецкая охота. - Орнамент. Офсет 4 краски + лазерная резка + защитный комплекс | 56 руб.    | 10 декабря  | 6 000                 | Московец А.                     | [ 84 ] |
| № 2583                                         |             | Открытие железнодорожного сообщения по Крымскому мосту (надпечатка на почтовой марке 2018 г. «Крымский мост»). Панорама Крымского моста и текст надпечатки: «Санкт-Петербург — Севастополь. Москва — Симферополь», а также надпечатка нового номинала. Надпечатка на полях: «Открытие железнодорожного сообщения. Декабрь 2019 года». | 50 руб.    | 23 декабря  | 27 500 5500           | Милорадова М. Бельтюков В.      | [ 85 ] |

## Седьмой выпуск стандартных марок
Порядок следования элементов в таблице соответствует номеру по каталогу марок России на официальном сайте издатцентра «Марка», в скобках приведены номера по каталогу «Михель».
| №                                                                                   | Изображение | Описание | Номинал                                    | Дата      | Тираж      | Художник               | П      |
| ----------------------------------------------------------------------------------- | ----------- | --- | ------------------------------------------ | --------- | ---------- | ---------------------- | ------ |
| № 2478                                                                              |             | Тарифная марка с номиналом 23 рубля. Эмблема организаций федеральной почтовой связи Российской Федерации с орнаментальной рамкой и номинал 23 рубля. | 23 руб.                                    | 11 июня   | 47 000 000 | Московец А.            | [ 86 ] |
| № 2509 № 2510 № 2511 № 2512 № 2513 № 2514 № 2515 № 2516 № 2517 № 2518 № 2519 № 2520 |             | Седьмой выпуск стандартных марок «Орлы» | 50 коп. 1 2 2.50 3 4 5 6 10 25 50 100 руб. | 7 августа | массовый   | Никонов В. Московец А. | [ 87 ] |

## Комментарии
1. ↑  Ниже приведён перечень коммеморативных марок (с возможностью сортировки по номиналу, тиражу и дате введения в обращение).
2. ↑  Ниже приведён перечень стандартных марок (с возможностью сортировки по номиналу, тиражу и дате введения в обращение).